# Beduyut
Beduyut is een bestuurslaag in het regentschap Indramayu van de provincie West-Java, Indonesië. Beduyut telt 2200 inwoners (volkstelling 2010).